# Zhangjiaqiao (sockenhuvudort i Kina, Hunan Sheng, lat 29,51, long 110,14)
Zhangjiaqiao (kinesiska: 张家桥, 桥自湾乡) är en sockenhuvudort i Kina. Den ligger i provinsen Hunan, i den södra delen av landet, omkring 310 kilometer nordväst om provinshuvudstaden Changsha. Antalet invånare är 10 185. Befolkningen består av 5 017 kvinnor och 5 168 män. Barn under 15 år utgör 24,0 %, vuxna 15-64 år 62 %, och äldre över 65 år 13,0 %.
Runt Zhangjiaqiao är det ganska tätbefolkat, med 111 invånare per kvadratkilometer. Närmaste större samhälle är Ruishi, 15,5 km sydost om Zhangjiaqiao. I omgivningarna runt Zhangjiaqiao växer huvudsakligen savannskog.
Genomsnittlig årsnederbörd är 1 738 millimeter. Den regnigaste månaden är september, med i genomsnitt 307 mm nederbörd, och den torraste är december, med 21 mm nederbörd.